# Titus Reinarz
Titus Reinarz (* 16. April 1948 in Honnef) ist ein deutscher Bildhauer, der in Löhndorf (Sinzig) in Rheinland-Pfalz lebt und arbeitet.

## Leben und Wirken

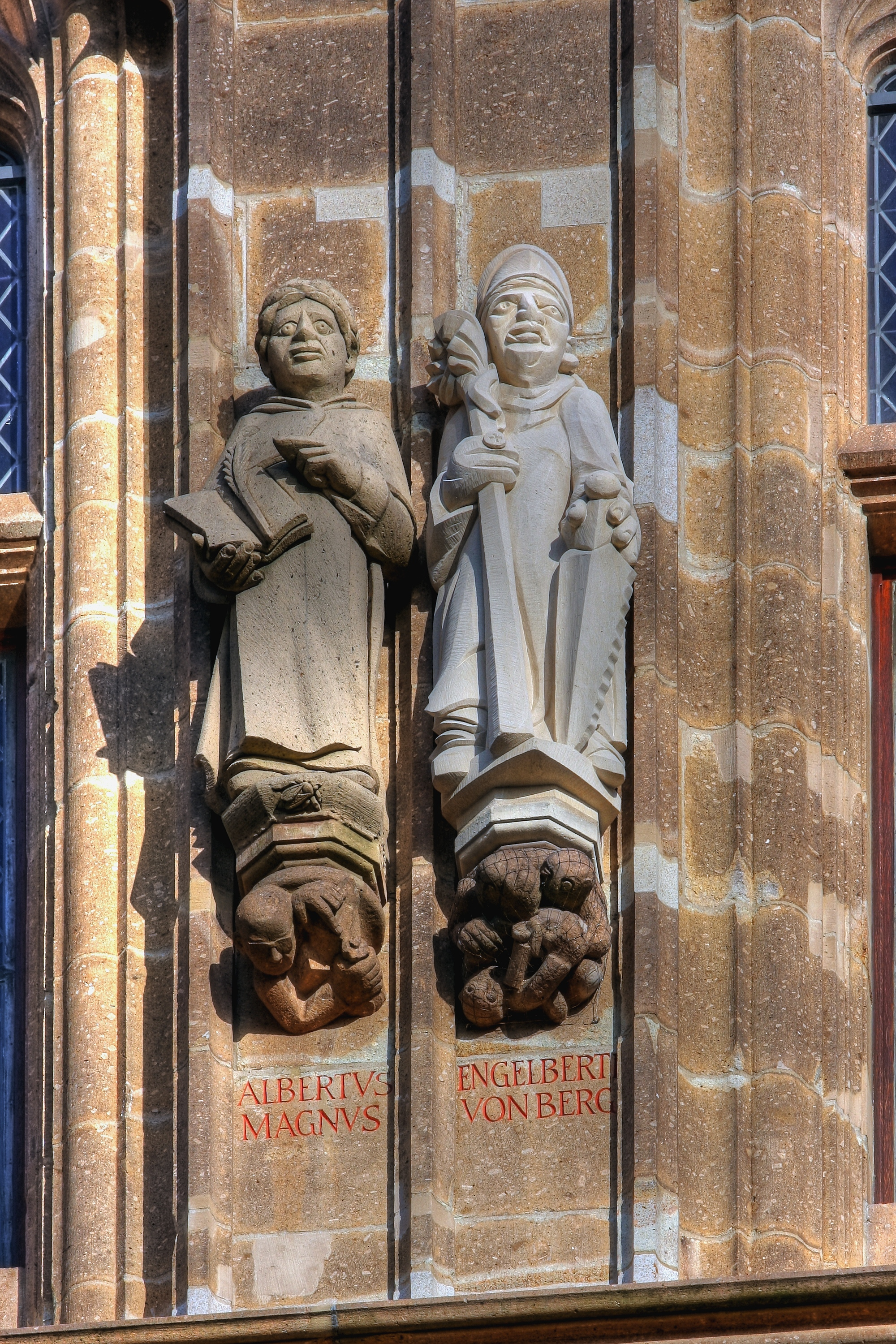
Statuen des Albertus Magnus und Engelbert I. von Berg am Kölner Rathausturm

Titus, Sohn des rheinischen Künstlers Johannes Reinarz, absolvierte nach der Schule eine Steinmetzlehre bei Pater Theodor Bogler im Kloster Maria Laach. 1968 begann er das Studium der Bildhauerei und Bauplastik an den Kölner Werkschulen bei den Professoren Kurt Schwippert und Hans Karl Burgeff, von dem er 1974 als Meisterschüler angenommen wurde. 1976 folgte eine freiberufliche Tätigkeit als Künstler.
1981 Berufung an die Fachhochschule für Kunst und Design  als Dozent.
Er lehrte dort bis 1992 und arbeitet heute freischaffend im eigenen Atelier.
Ab 1980 zahlreiche Ausstellungsbeteiligungen (Gruppen- und Einzelausstellungen) unter anderem in Köln, Bonn, Düsseldorf, Frankfurt, sowie im europäischen Ausland, in Frankreich, Spanien, Italien und Österreich. Titus Reinarz ist seit 1980 Mitglied im BBK (Berufsverband Bildender Künstler).

## Auszeichnung
1986 Villa Massimo-Stipendium